# Morning Glow
«Morning Glow» es una canción grabada por el cantante estadounidense Michael Jackson, incluida en su álbum Music & Me de 1973. Esta canción fue escrita por Stephen Schwartz, conocido por su trabajo en musicales de Broadway.

## Contexto
Morning Glow fue grabada en 1972 durante las sesiones de grabación para el álbum Music & Me. La canción fue seleccionada para formar parte del álbum por su tono optimista y su mensaje de renovación, que resonaba con el joven Jackson.

## Composición y Letra
Morning Glow fue compuesta por Stephen Schwartz, quien originalmente la escribió para el musical de Broadway Pippin. La versión de Jackson mantiene la estructura melódica original, pero agrega elementos de soul y pop, destacando su voz juvenil. La letra de la canción describe el amanecer como un símbolo de esperanza y un nuevo comienzo, un tema recurrente en el trabajo de Schwartz.

## Producción
La producción de Morning Glow incluye una mezcla de arreglos orquestales y elementos de soft rock, lo que le da un carácter cinematográfico. La canción está en la tonalidad de Re mayor, lo que le aporta un tono luminoso y optimista. Los arreglos orquestales fueron dirigidos por Gene Page, quien colaboró frecuentemente con Jackson durante sus primeros años.

## Recepción
A pesar de no ser lanzada como sencillo, Morning Glow fue bien recibida por la crítica, que elogió la interpretación emocional de Jackson y la sofisticación de los arreglos musicales. La canción ha sido considerada una de las joyas ocultas del álbum, apreciada por su atmósfera relajante y su mensaje positivo.

## Personal
- Michael Jackson – voz principal
- Gene Page – director de orquesta
- David T. Walker – guitarra
- Bob Babbitt – bajo
- Ed Greene – batería
- The Andantes – coros